# Karl Daunicht

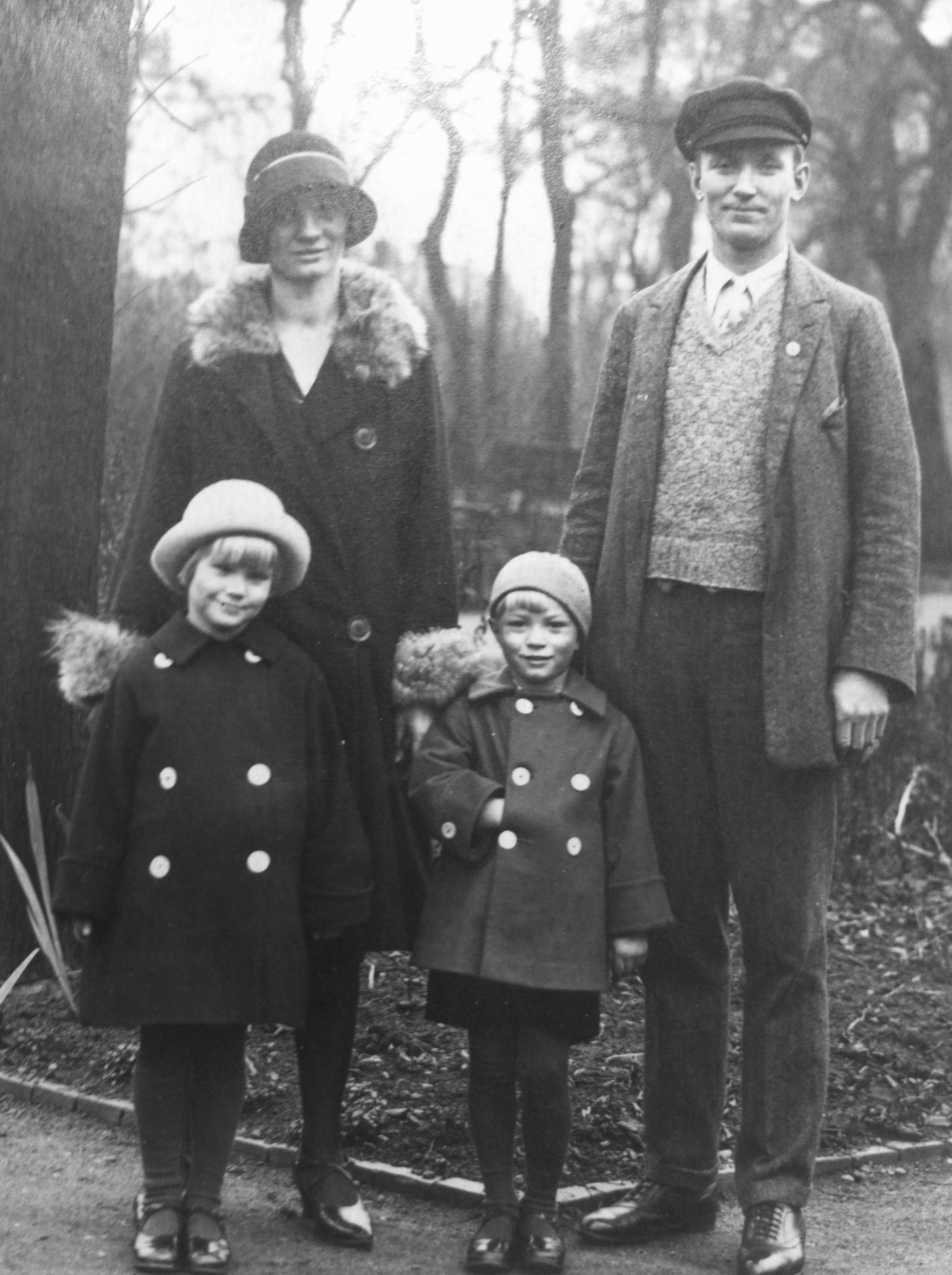
Karl Daunicht mit seiner Familie

Karl Daunicht (* 18. Juli 1898; † 30. März 1945 im Zuchthaus Celle) war ein deutscher kommunistischer Widerstandskämpfer gegen den Nationalsozialismus und Opfer der NS-Justiz.

## Leben
Daunicht erlernte nach dem Besuch der Volksschule den Beruf des Schiffszimmerers und war bei der Stülcken-Werft beschäftigt. Er trat in die Kommunistische Partei Deutschlands (KPD) ein und gehörte zur KPD-Bezirksorganisation Wasserkante. Nach der Machtergreifung der NSDAP 1933 setzte er seinen antifaschistischen Widerstand gegen das NS-Regime fort. Nach dem Beginn des Zweiten Weltkrieges fand er die Verbindung zur Widerstandsgruppe „Bästlein-Jacob-Abshagen“, die Solidarität mit ausländischen Zwangsarbeitern übte sowie Sabotageaktionen ausführte, um dem Vernichtungskrieg der Wehrmacht  entgegenzuwirken. Er führte die Widerstandsgruppe auf der Stülcken-Werft an. Dabei kam die Gestapo auf seine Spur, verhaftete ihn und verbrachte ihn in das Zuchthaus von Celle, wo sein Leben endete.